# 蒙古羽尾跳鼠
蒙古羽尾跳鼠（学名：Scirtopoda andrewsi）为跳鼠科羽尾跳鼠属的动物。在中国大陆，分布于内蒙古、宁夏等地。该物种的模式产地在蒙古。